# أماليو خيمينو وكابانياس
تصغير|الكونتيسة كونسيبسيون جيمينو.
أماليو خيمينو إي كاباناس (كارتاخينا، 31 مايو 1852 - مدريد، 13 سبتمبر 1936) كان طبيبًا وعالمًا وسياسيًا إسبانيًا. شغل مناصب وزير التعليم العام والفنون الجميلة، ووزير البحرية، ووزير الداخلية، ووزير التنمية، ووزير الخارجية خلال عهد ألفونسو الثالث عشر. كان يحمل اللقب النبيل " الكونت الأول لجيمينو" .
وُلد أماليو خيمينو إي كاباناس في 31 مايو 1852 في مدينة كارتاخينا. بعد دراسة الطب في الجامعة المركزية بمدريد، حصل على كرسي علم الأمراض في جامعة سانتياغو دي كومبوستيلا عام 1875، ثم حصل على كرسي العلاج في جامعة فالنسيا عام 1877. في عام 1888 انتقل إلى مدريد بعد أن نال كرسي الصحة الخاصة والعامة في الجامعة المركزية، ثم في عام 1891 انتقل إلى كرسي الأمراض الطبية.
لعب دورًا مهمًا خلال وباء الكوليرا الذي اجتاح إسبانيا عام 1885، حيث طبق، استنادًا إلى نظريات كوخ والدكتور فيران، برنامج التلقيح الجماعي للسكان.
في عام 1894  عُيَّن مديرًا للمعهد الوطني للبكتريولوجيا والصحة. وفي عام 1898 أصبح عضوًا في المجلس الملكي للصحة، وهو المنصب الذي شغله مرة أخرى في عام 1905. في عام 1915 عُين رئيسًا لمعهد الصحة المدرسية، وفي عام 1927 أصبح مستشارًا في المجلس الملكي للصحة.
كان رئيس الأكاديمية الوطنية الملكية للطب، وعضوًا في الأكاديمية الملكية الإسبانية، الأكاديمية الملكية للعلوم، وأكاديمية الفنون الجميلة.
من بين أعماله العلمية البارزة: كتاب "المعالجة الأساسية" عام 1877، و"المعالجة العامة" بين 1885 و1886، وكتاب "التلقيح الوقائي ضد الكوليرا الآسيوية".
في عام 1870 كان رئيسًا لجمعية الشباب الجمهوري في فالنسيا. كان منتمياً للحزب الليبرالي، وبدأ مسيرته السياسية بعد أن حصل على مقعد في البرلمان في انتخابات عام 1886 عن دائرة فالنسيا. وفي عام 1893 انتقل إلى مجلس الشيوخ ممثلاً جامعة فالنسيا، وظل هناك حتى عام 1908 حين عُين سيناتور مدى الحياة، ووصل إلى منصب نائب رئيس مجلس الشيوخ في عامي 1910 و1911.
شغل منصب وزير التعليم العام والفنون الجميلة بين 6 يوليو و4 ديسمبر 1906 في حكومة برئاسة خوسيه لوبيز دومينغيث، حيث استطاع خلال هذه الفترة دعم تأسيس مجلس توسيع الدراسات والبحوث العلمية في عام 1907. كما شغل هذا المنصب مرة أخرى بين 3 أبريل 1911 و12 مارس 1912 في حكومة كاناليخاس.
شغل منصب وزير البحرية أيضًا في مناسبتين؛ الأولى كانت بين 31 ديسمبر 1912 و27 أكتوبر 1913 تحت رئاسة كونت رومانونس، وحصل خلالها على الصليب الأكبر من وسام الاستحقاق البحري مع الشارة البيضاء. والمرة الثانية كانت بين 3 نوفمبر 1917 و22 مارس 1918 في حكومة غارسيا برييتو.
كما كان وزيرًا للخارجية بين 30 أبريل 1916 و19 أبريل 1917، ووزيرًا للحكم الداخلي بين 5 ديسمبر 1918 و15 أبريل 1919 في حكومات ترأسها مرة أخرى كونت رومانونس. وأخيرًا شغل منصب وزير التنمية بين 12 ديسمبر 1919 و14 فبراير 1920 في حكومة ألينديسالاثار. بالإضافة إلى ذلك، كان مستشار دولة بين عامي 1918 و1920.
في عام 1910 مُنح الصليب الأكبر من وسام ألفونسو الثاني عشر المدني، وبعد تقاعده في عام 1920 استمر كأستاذ متفرغ في كلية الطب بجامعة مدريد المركزية، وتم منحه لقب كونت جيمينو لنفسه ولأبنائه وخلفائه الشرعيين.
في عام 1923 عمل كمندوب إسبانيا في الجمعية الرابعة لعصبة الأمم، التي عُقدت في جنيف في 3 سبتمبر، وفي عام 1930  عُيَّن مفوضًا ملكيًا ورئيسًا لمجلس إدارة قناة إيزابيل الثانية.
1. ↑  Manuel Ossorio y Bernard (1903), Ensayo de un catálogo de periodistas españoles del siglo XIX (بالإسبانية) (1st ed.), Madrid, p. 214, QID:Q18908018{{استشهاد}}:  صيانة الاستشهاد: مكان بدون ناشر (link)
2. ↑   https://datos.gob.es/es/catalogo/e00123904-autores-espanoles-en-dominio-publico-fallecidos-desde-1900. {{استشهاد ويب}}: |url= بحاجة لعنوان (مساعدة) والوسيط |title= غير موجود أو فارغ (من ويكي بيانات) (مساعدة)
3. ↑   http://www.rae.es/academicos/amalio-gimeno. {{استشهاد ويب}}: |url= بحاجة لعنوان (مساعدة) والوسيط |title= غير موجود أو فارغ (من ويكي بيانات) (مساعدة)
4. ↑   http://www.rac.es/2/2_ficha.php?id=393&idN3=4&idN4=. {{استشهاد ويب}}: |url= بحاجة لعنوان (مساعدة) والوسيط |title= غير موجود أو فارغ (من ويكي بيانات) (مساعدة)
5. ↑   http://www.rac.es/2/2_ficha.php?id=393. {{استشهاد ويب}}: |url= بحاجة لعنوان (مساعدة) والوسيط |title= غير موجود أو فارغ (من ويكي بيانات) (مساعدة)
6. ↑   https://www.boe.es/datos/pdfs/BOE//1911/059/A00577-00577.pdf. {{استشهاد ويب}}: |url= بحاجة لعنوان (مساعدة) والوسيط |title= غير موجود أو فارغ (من ويكي بيانات) (مساعدة)